# Murina aenea
Murina aenea (Hill, 1964) è un pipistrello della famiglia dei Vespertilionidi diffuso nell'Ecozona orientale.

## Descrizione

### Dimensioni
Pipistrello di piccole dimensioni, con la lunghezza dell'avambraccio tra 34 e 38 mm, la lunghezza della coda tra 35 e 45 mm, la lunghezza del piede tra 7,6 e 8,2 mm, la lunghezza delle orecchie tra 13,5 e 15,5 mm e un peso fino a 8,5 g.

### Aspetto
Le parti dorsali sono marroni scure con la punta dei peli dorata, mentre le parti ventrali sono più chiare con la punta dei peli giallo-brunastra. Il muso è stretto, allungato, con le narici protuberanti e tubulari. Gli occhi sono molto piccoli. Le orecchie sono ovali, ben separate tra loro e con una rientranza a metà del bordo posteriore. Le ali sono attaccate posteriormente alla base dell'artiglio dell'alluce. La coda è lunga ed inclusa completamente nell'ampio uropatagio, il quale è densamente ricoperto di peli. I piedi sono piccoli e ricoperti di peli dorati. Il calcar è lungo.

### Ecolocazione
Emette ultrasuoni ad alto ciclo di lavoro sotto forma di impulsi di breve durata a frequenza modulata iniziale di 145,6-159,2 kHz, finale di 37,6-52,8 kHz e massima energia a 65,6-112,8 kHz

## Biologia

### Comportamento
Si rifugia nel denso fogliame.

### Alimentazione
Si nutre di insetti.

## Distribuzione e habitat
Questa specie è diffusa nella Thailandia peninsulare, Penisola malese e in tre località nell stato malese di Sabah, nel Borneo.
Vive nelle foreste di dipterocarpi e in quelle collinari.

## Conservazione
La IUCN Red List, considerata il declino della popolazione di almeno il 30% negli ultimi 15 anni a causa della perdita del proprio habitat, classifica M.aenea come specie vulnerabile (VU).